# Nacir Abbes
Nacir Abbes (* 1958) ist ein algerischer Tennisspieler.

## Werdegang
Abbes wurde im Mai 1983 für die Begegnung der algerischen Davis-Cup-Mannschaft gegen Bulgarien nominiert. Er bestritt an der Seite von Mohammed Bouabdallah das Doppel. Es blieb sein einziger Einsatz im Davis Cup.